# Alois Vojtěch Šembera
Alois Vojtěch Šembera, znany także pod pseudonimem Mudromil Mýtský (ur. 21 marca 1807 w Vysoké Mýto, zm. 23 marca 1882 w Wiedniu) – czeski dziennikarz, pisarz, działacz czeskiego odrodzenia narodowego, profesor mowy i literatury czeskiej na uniwersytecie w Wiedniu. Tłumaczył z języka niemieckiego.
Wydawał czeskie kalendarze. Wystąpił przeciwko Rękopisom. W 1839 r. opowiedział się za wprowadzeniem czeskich nazw ulic w Brnie, później też w Ołomuńcu. Starał się o to, aby w brneńskim teatrze mówiono i śpiewano w języku czeskim.